# Claes Laurent
Claes Laurent, född 11 augusti 1917 på Östermalm i Stockholm, död 5 oktober 1983, var en svensk arkitekt. 
Laurent utbildade sig vid Kungliga Tekniska Högskolan i Stockholm 1944–1948. Han bedrev egen arkitektverksamhet i Stockholm. Han ansvarade för planerna för renoveringen av Venjans kyrka 1956-1957  och har bland annat gjort gravkapellet i Sköns distrikt i Medelpad, 1981.